# Абрахам Линколн
Абрахам Линколн (енгл. Abraham Lincoln; Хоџенвил, 12. фебруар 1809 — Вашингтон, 15. април 1865) је био амерички државник, адвокат и шеснаести председник САД од 1861. до његове смрти 1865. године.
Рођен је у сиромашној породици, а у младости је добио дозволу да се у држави Илиноис бави адвокатуром, иако није имао завршену ни основну школу. Политиком се бавио од 1832. а 1856. прикључио се Републиканској странци, основаној зато да би се супротставила ширењу ропства међу новоприкљученим државама САД.
Године 1860. његов избор за председника САД је подстакао јужне робовласничке државе САД да започну процес отцепљења и створе Конфедеративне Америчке Државе. Линколнова влада у Вашингтону није признала новостворену конфедерацију тако да је у пролеће 1861. дошло до избијања Америчког грађанског рата.
Иако се није истакао као посебно талентован ратни вођа нити је, све до пред сам крај, имао успеха у избору генерала Уније, Линколн је имао кључну улогу у победи Уније. Док је на почетку, из политичких разлога, као циљ рата навео очување Уније, године 1862. је донео проглас о укидању ропства, чиме је Унија стекла симпатије светске јавности. Истовремено је без много обзира кршио и мимоилазио многе уставне одредбе о људским правима и слободама како би сузбио јужњачку пету колону. Његов мандат је значајан по целом низу реформи које су ојачале позиције федералне власти на рачун федералних држава.
Неколико месеци након што је Линколн победио на изборима 1864. године, Конфедерација је присиљена на капитулацију и рат је завршен победом Уније. Неколико дана касније, 15. априла 1865. Линколн је убијен у позоришту као жртва фанатичног јужњачког глумца Џона Вилкса Бута. Абрахам Линколн се сматра за једног од најбољих председника САД.

## Биографија

### Дјетињство и младост
Абрахам Линколн рођен је 12. фебруара 1809. као друго дијете Томаса Линколна и Ненси Линколн (рођене Хенкс), у дрвеној једнособној кући у округу Хардин (данас округ ЛаРуе), савезна држава Кентаки, на Синкинг Спринг фарми. Његов дедо по очевој страни доселио је са породицом из савезне државе Вирџинија у округ Џеферсон, Кентаки, гдје је погинуо у индијанском нападу 1786. Томас је остао сам да се сналази у животу на граници. Линколнова мајка, Ненси, била је кћерка Луси Хенкс. Ненси је рођена у округу Минерал, Западна Вирџинија, тада дио савезне државе Вирџинија. Луси се са Нанцy преселила у Кентаки. Нанцy Ханкс удала се за Томаса који је постао угледан грађанин. Купио је и продао неколико фарми, од којих је једна била Кноб Цреек. Породица је похађала баптистичку цркву која је имала строге моралне стандарде, те се противила алкохолу, плесу и ропству. Томас је у Кентакију имао добар друштвени статус, те је сједио у поротама, процјењивао посједе, чувао затворенике и учествовао у државним патролама за робове. До времена када му се родио син Абрахам, Томас је поседовао двије фарме од 240 ha, неколико градских парцела, коње и стоку. Био је међу најбогатијима у округу. Године 1816. Томас је изгубио сво земљиште на суду због неисправних папира о власништву.
Породица је преселила на сјевер преко ријеке Охајо у слободно подручје и кренула у нови почетак у округу Пери, (данас округ Спенсер), савезна држава Индијана. У Индијани 1818, када је Абрахам имао девет година, преминула му је мајка Ненси због отровања крављим млеком које је садржавало биљни токсин (тада болест непознатог узрока називала се млечна болест, те се сматрало да је заразна).
Након смрти мајке, најстарија сестра, Сара, бринула се о њему док се отац није поновно оженио 1819. године. Сара је касније преминула у 20-има приликом рођења мртворођенчета.
Нова жена Томаса Линколна била је удовица Сара Буш Џонстон, мајка троје дјеце. Линколн је постао врло близак са помајком. Као дјечак Абрахам није био превише вриједан у кућним пословима па су га комшије и пријатељи сматрали лијеним. Касније као младић, радио је све послове у кући који су се очекивали од њега и био способан радник са сјекиром у пословима израде ограда. Након што је победио вођу локалне банде у рвању, стекао је репутацију за своју снагу и смелост. Линколн је прихватио и тада уобичајену обавезу сина да своме оцу даје сву зараду од рада изван куће до доби од 21 године. У каснијим годинама Линколн је посуђивао оцу новац у неколико наврата. С временом се удаљио од оца, деломично због очевог необразовања. Едукација младог Линколна састојала се од године дана формалног школовања, те самоучења и читања доступних књига. Тако је више пута прочитао Езопове "Басне", "Робинзон Крусо" Данијела Дефоаа, Библију краља Џејмса и аутобиографију Бенџамина Френклина.
Године 1830. због страха од ширења млечне болести породица се преселила уз реку Охајо у округ Мејкон, држава Илиноис, које је тада била слободна (без ропства) држава. Године 1831. Томас је поново преселио породицу у нови дом у округу Цолес, Илиноис. Тада је амбициозни 22-годишњак одлучио потражити бољи живот и осамосталио се од породице. Спуштајући се кануом низ реку Сангамон, Линколн је завршио у селу Њу Сејлем у округу Сангамон. У пролеће 1831. запослио га је предузетник из Њу Сејлема, Дентон Офат, те се са пријатељима у броду са теретом спустио у Њу Орлеанс рекама Сангамон, Илиноис и Мисисипи. Након доласка у Њу Орлеанс, први пут је видио ропство и пешице се вратио кући.

### Почеци
Године 1832, у добу од 23 године Линколн је са партнером на позајмицу купио малу продавницу у Њу Сејлему. Иако је економија у региону цветала, посао није ишао најбоље па је Линколн продао свој удео. Тога марта започео је своју политичку каријеру и прву предизборну трку за општу скупштину (државно законодавно тело) савезне државе Илиноис. Пре избора Линколн је служио у оружаним јединицама државе Илиноис током рата Црног Јастреба. На изборима 6. августа није изабран. Радио је у пошти и одлучио је да постане правник. На другој изборној утрци 1834. био је успјешан те је изабран у скупштину, као представник Виговске партије. Године 1836. примљен је у Правну комору, преселио се у град Спрингфилд и почео је радити као правник у уреду Џона Т. Стјуарта, рођака Мери Тод. Стекао је репутацију успешног адвоката. Од 1841. до 1844. био је партнер са Стивеном Т. Логаном, а касније са Вилијамом Херндоном. Одрадио је четири узастопна мандата у нижем Представничком дому скупштине Илиноиса као представник округа Сангамон.
Током заседања 1835-36. гласао је за право гласа свим белим мушкарцима без обзира да ли су власници земље или не. Залагао се за укидање ропства. Пратио је програм који је омогућавао насељавање слободних робова у Либерији у Африци.

### Породица
Године 1840. Линколн се верио са Мери Тод, из богате робовласничке породице из Лексингтона, Кентаки. Срели су се у Спрингфилду, Илиноис, у децембру 1839, а следећег децембра су се верили. Венчање планирано за 1. јануар 1841. је отказано на Линколнов захтев. Касније су се поновно срели на забави и венчали се 4. новембра 1842. у вили у Спрингфилду која је била власништво Мерине удате сестре.
Године 1844, пар је купио кућу у близини правног уреда. Мери је била домаћица. Роберт Тод Линколн је рођен 1843, Едвард Бејкер Линколн (Еди) 1846. Едвард је преминуо 1. фебруара 1850, вероватно од туберкулозе. "Вили" Линколн је рођен 21. децембра 1850, а умро је 20. фебруара 1862. Четврто дете Томас "Тед" Линколн, рођен је 4. априла 1853, а преминуо је од попуштања срца у доби од 18 година 16. јула 1871. Роберт је једино дете које је преживело и имало властиту децу. Смрт синова значајно је утицало на оба родитеља. Мери се тешко носила са губитком деце и супруга па ју је Роберт краткотрајно сместио у душевну болницу 1875. Отац Линколнове супруге живио је у Лексингтону, Кентаки, па је он као и остали у породици Тод живео од робова или трговине робовима. Линколн је са њима био близак, и повремено је посећивао њихово имање у Лексингтону.

### Конгрес
Током 1830-их Линколн је био постајан члан Виговске партије, следбеник Хенрија Клеја. Године 1846. изабран је у Конгрес САД гдје је служио две године као једини представник своје странке у делегацији државе Илиноис. У борби за номинацију Виговске странке за изборе 1848. Линколн је проценио да Клеј не може победити, па је дао подршку генералу Захарију Тејлору, који је касније постао председник. Линколн се надао да ће га нови председник поставити на уносно мјесто начелника Уреда за земљишта, али није. Понуђен му је уред гувернера у Територији Орегон, који су били демократско упориште, па би то место значило крај политичке каријере, због чега је Линколн одбио место.
Линколн се вратио праву у уреду у Спрингфилду, где се бавио свим пословима које су могли допасти у руке адвоката у прерији. Линколн се бавио бројним превозничким случајевима усред ширења нације на запад. Посебно случајевима власника речних бродова у тужбама са новоизграђеним железничким мостовима. Првобитно је заступао бродаре, али је касније радио за онога ко га је унајмио, а његова репутација је расла. Чак је пред Врховним судом САД наступио у случају речног чамца који је потонуо након што је ударио у мост. Године 1849. добио је патент за уређај за плутање који омогућује чамцима пловидбу кроз плитку воду, па је до сада једини амерички председник који има патент на своје име.

### Ропство
Током 1850-их ропство је било легално у јужним државама САД, док је у већини северних укинуто. Линколн је био против ропства и ширења ропства на нове америчке територије на западу. Вратио се у политику како би се супротставио новом закону из 1854. (Закон о Канзасу и Небраски) у који је сенатор Стивен А. Даглас уклопио намеру да насељеници на новим територијама запада имају право да сами одлучују о ропству, а не да о томе одлучује Конгрес. Касније 1854. Линколн се кандидовао за место у Сенату САД као представник Илиноиса. У то време сенаторе су бирали чланови представничког законодавног тела савезне државе. Након што је водио у шест кругова избора, подршка му је почела слабити, па је Линколн подржао кандидата Лимана Трамбула, који је победио противника Џоела Одриха Матесона. Чланови Виговске странке неповратно су се подијелили око новог закона. Остаци старе Виговске странке, разочарани чланови Демократске странке и других мањих странка били су основа у обликовању нове Републиканске странке.
Током 1857-58., сенатор Даглас се разишао са председником Џејмсом Бјукенаном што је довело до борбе за власт у Демократској странци. У марту 1857. Врховни суд је у случају Дред Скот против Сандфорда, донео одлуку по којој амерички црнци нису грађани САД и нису заштићени Уставом САД. Линколн је осудио такву одлуку и позвао се на Декларацију независности по којој су сви људи једнаки по неотуђивим правима међу којима су живот и слобода.
Након што је Републиканска странка номиновала Линколна за место у Сенату 1858, спремна је била позорница за изборну трку за законодавно тело Илиноиса, које ће одлучити да ли место у Сенату иде Дагласу или Линколну.
Предизборна трка за Сенат 1858. састојала се од седам дебата између Линколна и Доугласа, које су најпознатије дебате у америчкој историји. Дебате су привлачиле скупове од неколико хиљада људи. Иако су републиканци освојили више гласова, више места су освојили демократи па је у Сенат отишао Даглас. Страначки челници су позвали Линколна да одржи говор у Њујорку, групи моћних републиканаца. Својим наступом показао је интелектуално водство које га је гурнуло у врх странке.

### Предсједничка номинација 1860. г.
Конвенција републиканске странке Илиноиса одржана је од 9. до 10. маја 1860. у граду Декејтур. Линколнови следбеници организовали су изборно тело које су водили Девид Дејвис, Норман Џад, Леонард Свит и Џеси Дубоа, па је Линколн добио прву подршку за председничку кампању. Дана 18. маја на националној конвенцији републиканске странке у Чикагу Линколнови пријатељи су обећањима и манипулацијама осигурали Линколнову номинацију, уз бившег демократа из државе Мејн, Ханибала Хамлина као потпредседничког кандидата.
У међувремену је Даглас изабран као кандидат северних демократа, док је његов потпредседнички кандидат био Хершел Веспазијан Џонсон. Делегати из 11 јужних бродовласничких држава напустили су демократску конвенцију због неслагања са Дагласовим ставовима и на крају изабрали Џона Брекинриџа као свога кандидата.
Док су Даглас и остали кандидати путовали и одржавали говоре, Линколн није одржавао говоре. Пратио је кампању и ослањао се на ентузијазам републиканске странке. Људи из странке одрадили су потребне задатке који су му осигурали већину на северу. Хиљаде републиканаца одржавало је говоре који су се прво базирали на страначкој платформи, а касније препричавали живот Линколна, и истицали његово сиромашно порекло.
Предизборни материјали републиканске странке били су знатно већи од материјала свих осталих противника заједно. Један писац новина "Чикаго трибјун" продао је памфлет у којем је описао Линколнов живот у 100.000 до 200.000 копија.
Дана 6. новембра 1860. Линколн је изабран као 16. предсједник САД, победивши демократског кандидата Стивена А. Дагласа, кандидата јужних демократа Џона Брекинриџа и Џона Бела кандидата нове Уставне странке. Линколн је постао први председник из републиканске странке.
Када је Линколнова победа постала очита, сецесионисти су јасно изразили да ће напустити Унију пре него што Линколн преузме председништво у марту. Дана 20. јануара 1860. Јужна Каролина иступила је из Уније што су до 1. фебруара 1861. учиниле и Флорида, Мисисипи, Алабама, Џорџија, Луизијана и Тексас. Шест држава прихватило је нови устав и објавили су нову државу Конфедеративне Америчке Државе. Председник Бјукенан и новоизабрани председник Линколн одбили су признати Конфедерацију, те прогласили сецесију илегалном. Конфедерација је изабрала Џеферсона Дејвиса као прелазног председника 9. фебруара 1861. Покушано је неколико мирних решења. Линколн је донио закон којим је намеравао заштити робовласништво у државама у којима постоји. На путу возом по Северу, којим је ишао на своју инаугурацију Линколн се у појединим местима обраћао народу и политичарима. У Балтимору је избегао убице уз помоћ шефа своје безбедности Алана Пинкертона. Дана 23. фебруара 1861. стигао је маскиран у Вашингтон. У своме првом обраћању као председник јасно је упутио поруку Југу како не намерава укинути ропство у јужним државама.
Неуспех на мировној конференцији 1861. био је јасан сигнал да законодавно решење није могуће. У марту 1861. нити једна отцепљена држава није се ни под којим условима хтела вратити у Унију. У међувремену је Линколн са свим републиканским вођама закључио да подела Уније не долази у обзир.

### Почетак рата
Командант тврђаве Форт Самтер, у Јужној Каролини, Роберт Андерсон, послао је захтев за намирнице у Вашингтон, а Линколнову наредбу да се удовољи захтеву, у Конфедерацији су протумачили као чин агресије. Дана 12. априла 1861. војне снаге Конфедерације испалиле су хице на снаге Уније у Форт Самтеру, што је довело до њихове предаје и почетка Америчког грађанског рата. Дана 15. април Линколн је позвао све државе да пошаљу војнике како би поново освојили тврђаве, одбранили Вашингтон и очували Унију. Тај захтјев довео је државе да одаберу страну. Вирџинија је прогласила отцепљење, а награђена је тако што је Ричмонд постао главни град Конфедерације. У следећа два месеца отцјепљење су прогласиле Северна Каролина, Тенеси и Арканзас. У државама Мисури и Мериленд покрет за отцепљење је био јак али државе нису иступиле, док је држава Кентаки покушала остати неутрална.

### Преузимање Уније у рату
Након пада тврђаве Форт Самтера, Линколн је увидио важност преузимања контроле над ратом и доношења свеукупне стратегије гушења побуне. Линколн се нашао пред до тада невиђеном политичком и војном кризом, те је одговорио као врховни командант користећи до тада највеће моћи. Повећао је своје војне овласти, наметнуо поморску блокаду свих лука Конфедерације, расподелио новчана средства без утицаја Конгреса, укинуо habeas corpus и ухапсио на хиљаде сумњивих симпатизера Конфедерације. Линколна је подржавао Конгрес и већи део становника Севера. Уз све то Линколн је морао повећати симпатије Уније у робовласничким државама и спречити да се сукоб прошири и укључи остале државе.
За почетак морао је придобити подршку свих странака за ратне напоре и на сваки начин спречити поделе међу странкама. Дана 6. августа 1861. потписао је Закон о конфискацији којим се све робове који се користе за ратне напоре Конфедерације запљењује и ослобађа. Током августа 1861. генерал Џон Ц. Фремонт, иначе кандидат републиканаца за на изборима 1856, прогласио је без консултације са Вашингтоном, преки суд у држави Мисури. Прогласио је да сваки грађанин који се ухвати да носи оружје може бити изведен на преки суд и стрељан, и да ће робови особа која помажу слободу бити ослобођени.
Фремонт је већ био тада оптуживан за занемаривање подручја под својом командом и за преваре и корупцију. Линколн је прогласио његов проглас неважећим, те је сматрао проглас политичком одлуком без војне значајности или легалности.
Афера Трент скоро је довела до сукоба Уније са Великом Британијом. Амерички ратни брод УСС Сан Хасинто илегално је пресрео британски трговачки брод "Трент" и заробио два изасланика Конфедерације који су путовали њиме. Британци су протестовали, док су Северњаци славили такав догађај. Линколн је решио спор пустивши двојицу заробљеника на слободу. Линколн је првобитно, спољне послове препустио државном секретару Вилијаму Сјуарду, због недостатка искуства. Сјуардова реакција у афери Трент била је превише ратоборна, па је Линколн затражио помоћ сенатора Чарлса Самнера, председника одбора за спољну политику и стручњака за британску дипломатију.
Линколн је брзо учио војне изразе, пратио све телеграфске извештаје, редовно консултовао гувернере и бирао генерале према њиховом успеху, као и савезној држави и странци. У јануару 1862. због притужби са неспособност и профитерство, сменио је Сајмона Камерона као министра рата, те поставио Едвина Стентона. Стентон је био један од многих конзервативних демократа који је подупирао Брекенриџа на изборима 1860, а који је под Линколновим водством постао борац против ропства. Линколн је наглашавао два стратешка циља: одбрану и сигурност главног града Вашингтона, те агресивни приступ како би се рат завршио што пре (многи новинарски уредници очекивали су да ће рат завршити за 90 дана).

### Генерал Маклелан
Након пораза Уније у првој бици код Бул Рана и повлачења остарелог Винфилда Скота крајем 1861, Линколн је прогласио Џорџа Б. Маклелана командантом свих јединица Уније. Маклелан је дипломирао на војној академији Вест Појнт, био је службеник на железници и демократа из савезне државе Пенсилванија. Требало му је неколико месеци да испланира и изведе свој напад, што је било више него што је Линколн желео. Циљ напада је било освајање главног града Конфедерације Ричмонда, тако што би бродовима пребацио Војску Потомака на полуострво и освојио Ричмонд копненим путем. Бројна Маклеланова одгађања, те његов став да нису потребне војне снаге за одбрану Вашингтона фрустрирале су Конгрес и Линколна. Линколн је захтевао део Маклеланових трупа за одбрану града. Маклелан који је стално прецењивао војну моћ Конфедерације, за неуспех свог напада, кривио је одлуку да део снага остане за одбрану главног града.
Линколн је сменио Маклелана са места главнокомандујућег у марту 1862. и поставио Хенриј Вегера Халека, након што је Маклелан у писму Линколну упозорио на опрез у војним напорима. То писмо разљутило је радикале међу републиканцима који су извршили притисак на Линколна да именује републиканца Џона Поупа као команданта новооформљене Војске Вирџиније.
Поуо се сложио са Линколновим стратешким намерама да нападне Ричмонд са севера како би заштитио главни град. У другој бици код Бул Рана у лето 1862, војска под командом Поупа је поражена због недобивања тражених појачања од Маклелана, који је командовао Војском Потомака. Пораз је довео до тога да Војска Потомака други пут брани Вашингтон. Рат се 1862. ширио и на поморске битке. Тако је конфедерални брод ЦСС Вирџинија у бици код Хемптон Роудса напао и уништио два дрвена брода Уније, пре него што га је напао и оштетио УСС Монитор. Линколн је детаљно преиспитао морнаричке официре и прегледао њихове записе из битке.
Иако незадовољан Маклелановим неуспехом да обезбеди појачања Поупу, Линколн је био очајан, па га је вратио на мјесто команданта свих војних снага, на незадовољство свих политичара осим Сјуарда. Два дана након повратка на заповедништво, снаге генерала Роберта Е. Лија прешле су реку Потомак и ушле у Мериленд, што је довело до битке код Антитама у септембру 1862.
Победа Уније била је једна од најкрвавијих у историји САД и омогућила је Линколну да најави да ће у јануару донети Проглас о еманципацији. Како је Проглас био спреман и раније, Линколн је чекао војни успјех како не би проглашавање било виђено као потез очајника.
Маклелан се супротставио захтевима Предсједника да крене за разбијеном јужњачком војском у повлачењу, као што је и генерал Дон Карлос Буел одбио наређење да Војска Охаја крене на побуњенике у источном делу државе Тенеси. Линколн је заменио Буела са Вилијамом Розекрансом, те након избора 1862. Маклелана је заменио републиканцем Амброзом Бернсајдом. Обе замене су били умерени политичари и више су подржавали Председника.
Бернсајд је противно саветима председника покренуо напад преко реке Рапаханок и тешко је поражен од снага генерала Лија код Фредериксбурга у децембру. Осим пораза, његови војници били су незадовољни и недисциплиновани. Дезертирања током 1863. бројала су се у хиљадама, што се након Фредерицксбурга и повећало. Линколн је довео Џозефа Хукера, упркос његовим повременим говорима о потреби увођења војне диктатуре.
На изборима 1862. републиканци су претрпели неколико пораза, иако су и даље задржали већину у Конгресу.
У пролеће 1863, Линколн је био оптимистичан. Веровао је да би неколико победа за редом било довољно да заврше рат. Надао се успешном нападу Хукера на Лија северно од Ричмонда, Розекрансовом нападу на Чатанугу, Грантовом на Виксбург и морском нападу на Чарлстон.
Хукер је у бици код Ченселорсвила у мају поражен од Лија. Хукер је игнорисао Линколнова наређења да подели своју војску код Харперс Ферија, што би Лија можда присилило да учини исто, па је Хукер поднео оставку коју је Линколн прихватио. Заменио га је Џорџ Гордон Мид, који је пратио Лија у Пенсилванију у Гетисбуршкој кампањи, која је била победа за Унију иако је Ли избегао заробљавање. У исто време након почетног неуспеха Грант је започео опсаду Виксбурга, а морнарица Уније извела је успешан напад на луку у Чарлстону. Након битке код Гетисбурга, Линколн је схватио да ће његове војне одлуке бити боље прихваћене ако иду генералима од заповједника, како генерали често нису волели уплетања цивила.

### Проглас о еманципацији
Линколн је схватио да је федерално овлашћење да укине ропство ограничена Уставом, који је до 1865. одлуку о ропству пренео на савезне државе. Пре и током избора истицао је да би евентуално укидање ропства спречило ширење ропства на нове америчке територије. На почетку рата подстицао је савезне државе да прихвате компензирану еманципацију (особа која укине ропство добивала је од државе монетарну или неку другу компензацију). Линколн је веровао да на тај начин може избрисати ропство. Одбио је два географски ограничена покушаја еманципације (покушај генерала Џона Ц. Фремонта у августу 1861. и Дејвида Хантера у мају 1862), зато што је сматрао да то није унутар њихових овласти и зато што није хтео узнемиравати граничне робовласничке државе одане Унији.
Дана 19. јуна 1862. Когрес је донео закон (који је Линколн подупро) којиме је забрањено ропство на свим федералним територијама. У јулу 1862. донесен је Други закон о конфискацији који је поставио судске процедуре којима су могли бити ослобођени сви робови особа осуђених за помагање у побуни. Иако је Линколн сматрао да Конгрес нема овлашћење да ослобађа робове унутар савезних држава, одобрио је закон, иако у супротности са законодавством. Сматрао је да таква овлашћења на темељу Устава има Предсједник, и Линколн је намеравао искористити та овлашћења. Унутар свог кабинета Линколн је расправљао о нацрту Прогласа, те је изјавио да као прикладну и нужну војну мјеру, од 1. јануара 1863. сви робови унутар држава Конфедерације ће постати и заувек остати слободни.
Приватно Линколн је закључио како робовска основа Конфедерације треба бити уклоњена. Део Линколнове опозиције (нпр. Коперхед) сматрао је да је еманципација камен спотицања у покушају мира и поновног уједињења.
Проглас о еманципацији објављен је 22. септембра 1862, а ступањем на снагу 1. јануара 1863. прогласио је слободним све робове у 10 јужних савезних држава ван контроле Уније, уз изузетак у подручјима под контролом Уније у две државе. Следећих 100 дана Линколн је припремао војску и нацију за еманципацију, док су демократи окупљали гласаче и упозоравали их на претњу коју представљају слободни робови за белу популацију на северу. Након што је укидање ропства постало војни циљ, војске Уније су током напредовања према југу ослобађале све више робова, све док њих три милиона у свим државама Конфедерације нису ослобођени. Три дана након објављивања Прогласа 13 републиканских гувернера на заједничкој конференцији ратних гувернера подржали су Проглас, али су предложили смену генерала Џорџа Маклелана са места команданта свих војних снага Уније. Коришћење робова у војним редовима постала је службена политика одмах након Прогласа о еманципацији, па је Линколн писмима подстицао војне команданте да регрутују што више бивших робова у војску. До краја 1863. на Линколнову директиву генерал Лоренцо Томас регрутовао је 20 пукова робова из долине реке Мисисипи.
Но проглас, колико год на папиру обећавао, првобитно у пракси није имао никаквог учинка. Многи су га назвали лицемерним јер "ослобађа" робове на подручју које Унија не контролише, а оставља их у ланцима на подручјима где их може ослободити. Војни циљ којем се Линколн надао, да ће се робови на побуњеном Југу дићи на устанак против својих господара, није се остварио.
Без обзира на све то, Линколн је прогласом постигао политички успех јер је њиме у очима Европљана приказао Јужњаке као варваре који желе задржати робовласнички систем. Велика Британија и Француска, које су до тада симпатисале борбу Конфедерације за независност, сада окрећу своју подршку Унији.

### Генерал Грант
Мидов неуспех да зароби Лијеву војску док се повлачила са Гетисбурга и стална пасивност Војске Потомака, уверила је Линколна да је потребна промјена у командовању. Победа генерала Јулисиза С. Гранта у бици код Шајлоа и виксбуршка кампања утицале су на Линколна и Грант је постао јак кандидат за место заповедника Војске Уније.
Линколн је сматрао да војска са Грантом на челу може неуморно координирано нападати на неколико ратишта, те имати врхунског команданта који пристаје на бивше робове у својим редовима. Ипак Линколн је био забринут због могућности да се Грант кандидује на председничким изборима 1864, као што је генерал Маклелан. Уз помоћ посредника испитао је Грантове политичке намере и када се уверио да их нема, Сенату је предложио Грантово унапређење у заповедника Војске Уније. Задобио је пристанак Конгреса да Грант добије чин генерал-пуковника, који до тада није имао нико од Џорџа Вашингтина.
Током 1864. Грант је водио крваву кампању Оверлорд, у којој је Унија имала бројне губитке у биткама попут оне код Вајлдернеса или Колд Харбора. Снаге Конфедерације, иако су имале одбрамбене позиције, такође су трпеле велике губитке. Конфедерацији су недостајала појачања, те је војска била присиљена да се утврдити изван града Питерсбург, савезна држава Вирџинија, где је Грант започео опсаду. То је омогућило Линколну да посети Гранта, и да добије директно од Гранта и Вилијама Шермана, који је био у изненадној посети код Гранта, податке о борбама. Линколн и републиканска странка мобилизовали су се у подршци, па су брзо заменили Грантове губитке.
Линколн је дозволио Гранту да напада инфраструктуру Конфедерације, као што су плантаже, железнице, мостови, како би уништио морал Југа и ослабио његову економску моћ. Грант је нападима прекинуо саобраћај на три железничке пруге које су повезивале Ричмонд са остатком Југа, док су генерали Шерман и Филип Шеридан уништавали плантаже и градове у долини Шенандоаа у Вирџинији. Генерал Конфедерације Џубал Андерсон Ерли започео је низ напада на Север како би запретио главном граду. Након неколико позива Гранту до одбрани Вашингтон, Шеридан је постављен па је претња од генерала Ерлија заустављена.
Како је Грант слабио Лијеве снаге, започели су напори да се преговара о миру. Потпредсједник Конфедерације Алегзандер Стивенс водио је групу на састанку са Линколном, Сјуардом и осталима у Хемптон Роудсу. Линколн је одбио све преговоре у којима је Конфедерација једнака са Унијом и прекинуо састанак. Његов једини разлог састанка је био прекид борби.
Дана 1. априла 1865. Грант је заобишао Лијеве снаге у бици код Фиве Форкса и успио опколити Петерсбург, на што је Влада Конфедерације напустила Ричмонд. Неколико дана након што је пао Ричмонд, Линколн је посетио напуштени град. Дана 9. априла Ли се предао Гранту код Апоматокса, па је рат практично био готов.

### Убиство
Џон Вилкс Бут био је добро познати глумац и шпијун Конфедерације из Мериленда. Иако никада није ступио у Војску Конфедерације имао је контакте са тајном службом Конфедерације. Године 1864. Бут је смислио (сличан плану Томаса Н. Конрада) отмицу Линколна и тражити замену за ослобађање заробљеника. Након што је 11. априла 1865. слушао Линколнов говор о плановима да робовима да право гласа, одлучио је убити председника. Када је сазнао да председник, његова супруга Мери и командант војске Јулисиз С. Грант намеравају посетити Фордово позориште, Бут и сарадници су смислили план убити потпредседника Ендруа Џонсона, државног тајника Вилјиама Х. Сјуарда и генерала Гранта. Дана 14. априла, без главног телохранитеља, Варда Хила Ламона, Линколн је кренуо у позориште на представу "Our American Cousin". У задњи трен Грант и супруга су одлучили отпутовати у Филаделфију уместо на представу.
Линколнов телохранитељ, Џон Паркер, напустио је позориште током паузе и са Линколновим кочијашем отишао у оближњи салун Стар на пиће. Нечувани председник седео је у ложи на балкону. Бут је искористио тренутак, пришуњао му се с леђа и око 22:15, нанишанио Линколнову главу отпозади и из непосредне близине испалио један метак, смртно га ранивши. Официр Хенри Ратбоун је истог трена напао Бута, који се отхрвао успут ранивши официра.
Војни хирург Чарлс Лил који је седео у близини у позоришту прискочио је у помоћ Линколну. Рањени Линколн је једва дисао и био је готово без пулса. Лекар је установио да је рањен у главу, а не како се првобитно претпостављало убоден у раме. Линколн је пренесен на другу страну улице у кућу Петерсен.
Линколн је преминуо у 07:22 15. априла 1865, после деветочасовне коме. Његово тело покривено заставом по кишном времену пренели су у Белу кућу, гологлави официри, док су све цркве у граду звониле.
Након десет дана у бегу, Бута су пронашли на фарми у савезној држави Вирџинија око 48 km јужно од главног града. После кратке борбе са снагама Уније, 26. априла Бута је убио наредник Бостон Корбет.
Потпредседник Џонсон положио је заклетву за Председника у 10:00 дан после убиства. Линколново тело лежало је у Источној соби, а након тога у ротонди Капитола од 19. до 21. априла. Три недеље возом је његово тело превожено градовима Севера и одржаване су погребне свечаности којима су присуствовале хиљаде, док су бројни људи дуж пруге пратили воз.

## Занимљивости
- Почео је да пушта браду у председничкој кампањи 1860. године, и то због писма које је добио од 11-годишње девојчице да жене више воле мушкарце са брадом, и да ће у том случају гласати за њега.[3]